# Roreti
Roreti (od ang. Royalist) – wieś w Kiribati na atolu Arorae. W 2010 roku populacja miejscowości wynosiła 853 osoby. Lokalna gospodarka jest oparta na przemyśle spożywczym, a najczęściej wytwarzanymi produktami są kokos, żywica palmowa oraz chlebowiec. 
W Roreti znajduje się kościół zbudowany w latach 70. XIX wieku. 